# Risku
Risku (nep. रिस्कु) – gaun wikas samiti we wschodniej części Nepalu w strefie Sagarmatha w dystrykcie Udayapur. Według nepalskiego spisu powszechnego z 2001 roku liczył on 1418 gospodarstw domowych i 7817 mieszkańców (3934 kobiet i 3883 mężczyzn).